# Siamildryg
Siamildryg (Lophura diardi) er en fasanfugl, der lever i Sydøstasien.